# Diplazium albidosquamatum
Diplazium albidosquamatum là một loài dương xỉ trong họ Athyriaceae. Loài này được Alderw. mô tả khoa học đầu tiên năm 1916.